# Am Krummen See
Am Krummen See ist ein Wohnplatz der Stadt Mittenwalde im Landkreis Dahme-Spreewald in Brandenburg.

## Geografische Lage
Der Wohnplatz liegt am östlichen Rand der Gemarkung von Mittenwalde im Ortsteil Schenkendorf-Krummensee. Südlich schließt sich unmittelbar der bewohnte Gemeindeteil Krummensee an. Die Wohnbebauung befindet sich westlich des namensgebenden Krummen Sees.

## Geschichte
Der Wohnplatz erschien erstmals als Wohnplatz Am Krummensee im Jahr 1932 und gehörte im genannten Jahr zu der damals noch selbstständigen Gemeinde Schenkendorf, die 2003 nach Mittenwalde eingemeindet wurde.